# 5e Division du Canada
Ne doit pas être confondu avec 5e Division blindée (Canada).
Pour les articles homonymes, voir 5e Division.
La 5e Division du Canada (5e Div Can) est responsable pour toutes les opérations de l'Armée canadienne dans les provinces atlantiques du Canada, c'est-à-dire le Nouveau-Brunswick, la Nouvelle-Écosse, Terre-Neuve-et-Labrador et l'Île-du-Prince-Édouard. La division est également responsable pour toutes les unités de la Force régulière et de la Première réserve faisant partie de l'Armée canadienne de ces quatre provinces à l'exception du Centre d'instruction au combat qui relève du Centre de la doctrine et de l’instruction de l’Armée canadienne. Son quartier général est situé sur la base des Forces canadiennes (BFC) Halifax en Nouvelle-Écosse. Les unités de la division comprennent un effectif total d'environ 7 000 militaires dont 2 400 réguliers. Avant le 12 juillet 2013, la formation était connue sous le nom de Secteur de l'Atlantique de la Force terrestre (SAFT).

## Traditions et patrimoine
La devise du secteur est Cives Ac Praesertim Milites. Cette phrase est une traduction libre en latin d'une parole de Winston Churchill durant la Seconde Guerre mondiale « Citizens but even more soldiers », traduisible par « Citoyens, mais encore plus soldats ».
L'insigne du secteur utilise le cadre standard des secteurs de l'Armée canadienne. Celui-ci consiste en une série de triangles dorés pointant vers l'extérieur et une série de feuilles d'érable également dorées tout le tour de l'insigne principal surmontées de la couronne britannique et avec l'inscription « ATLANTIQUE » dans les deux langues officielles en dessous. La devise en latin du secteur est aussi écrite sur l'insigne. Les barres ondulées verte et argent au bas de l'insigne du secteur de l'Atlantique de la Force terrestre représente l'océan Atlantique. La charrue et l'épée sont une représentation d'un jeu de mots tiré de la Bible à propos d'épées et de socs; les épées représentant les soldats et les socs représentant les civils. Le chevron est tiré de l'héraldique pour dénoter la position d'autorité dans le système féodal; dans ce cas le fait que le secteur est un quartier général.

## Unités
| Nom de l'unité                                                        | Type                        | Garnison                               |
| Force régulière                                                       | Force régulière             | Force régulière                        |
| --------------------------------------------------------------------- | --------------------------- | -------------------------------------- |
| 2e Bataillon, The Royal Canadian Regiment                             | Infanterie mécanisée        | BFC Gagetown (Nouveau-Brunswick)       |
| 4e Régiment d'artillerie antiaérienne                                 | Artillerie antiaérienne     | BFC Gagetown (Nouveau-Brunswick)       |
| 4e Régiment d'appui du génie                                          | Génie militaire             | BFC Gagetown (Nouveau-Brunswick)       |
| 3e Unité de police militaire                                          | Police militaire            | BFC Halifax (Nouvelle-Écosse)          |
| Centre d'instruction du secteur de l'Atlantique de la Force terrestre | Entraînement et instruction | BFC Gagetown (Nouveau-Brunswick)       |
| 3e Groupe de soutien de secteur                                       | Service et support          | BFC Gagetown (Nouveau-Brunswick)       |
| 724 Communication Squadron                                            | Communications              | BFC Gagetown (Nouveau-Brunswick)       |
| Première réserve                                                      |                             |                                        |
| 36e Groupe-brigade du Canada                                          | Groupe-brigade              | BFC Halifax (Nouvelle-Écosse)          |
| The Halifax Rifles (RCAC)                                             | Reconnaissance              | BFC Halifax (Nouvelle-Écosse)          |
| The Prince Edward Island Regiment (RCAC)                              | Reconnaissance              | Charlottetown (Île-du-Prince-Édouard)  |
| 1st (Halifax-Dartmouth) Field Artillery Regiment, RCA                 | Artillerie                  | BFC Halifax (Nouvelle-Écosse)          |
| 84th Independent Field Battery, RCA                                   | Artillerie                  | Yarmouth (Nouvelle-Écosse)             |
| 45 Engineer Squadron                                                  | Génie militaire             | Sydney (Nouvelle-Écosse)               |
| 1er Bataillon, The Nova Scotia Highlanders (North)                    | Infanterie légère           | Truro (Nouvelle-Écosse)                |
| 2e Bataillon, The Nova Scotia Highlanders                             | Infanterie légère           | Sydney (Nouvelle-Écosse)               |
| The Princess Louise Fusiliers                                         | Infanterie légère           | BFC Halifax (Nouvelle-Écosse)          |
| The West Nova Scotia Regiment                                         | Infanterie légère           | Aldershot (Nouvelle-Écosse)            |
| 33 (Halifax) Service Battalion                                        | Service et support          | BFC Halifax (Nouvelle-Écosse)          |
| 35 (Sydney) Service Battalion                                         | Service et support          | Sydney (Nouvelle-Écosse)               |
| 37e Groupe-brigade du Canada                                          | Groupe-brigade              | Moncton (Nouveau-Brunswick)            |
| 8th Canadian Hussars (Princess Louise's)                              | Reconnaissance              | Moncton (Nouveau-Brunswick)            |
| 3rd Field Artillery Regiment, RCA                                     | Artillerie                  | Saint-Jean (Nouveau-Brunswick)         |
| 56 Engineer Squadron                                                  | Génie militaire             | Saint-Jean (Terre-Neuve-et-Labrador)   |
| 1er Bataillon, The Royal New Brunswick Regiment (Carleton and York)   | Infanterie légère           | Fredericton (Nouveau-Brunswick)        |
| 2e Bataillon, The Royal New Brunswick Regiment (North Shore)          | Infanterie légère           | Bathurst (Nouveau-Brunswick)           |
| 1er Bataillon, Royal Newfoundland Regiment                            | Infanterie légère           | Saint-Jean de Terre-Neuve              |
| 2e Bataillon, Royal Newfoundland Regiment                             | Infanterie légère           | Corner Brook (Terre-Neuve-et-Labrador) |
| 31 (Saint John) Service Battalion                                     | Service et support          | Saint-Jean (Nouveau-Brunswick)         |
| 36 (NFLD) Service Battalion                                           | Service et support          | Saint-Jean de Terre-Neuve              |
| 72 Communications Group                                               | Communications              | BFC Halifax (Nouvelle-Écosse)          |
| 721 Communication Regiment                                            | Communications              | Charlottetown (Île-du-Prince-Édouard)  |
| 722 Communication Squadron                                            | Communications              | Saint-Jean (Nouveau-Brunswick)         |
| 723 Communication Squadron                                            | Communications              | BFC Halifax (Nouvelle-Écosse)          |
| 725 Communication Squadron                                            | Communications              | Glace Bay (Nouvelle-Écosse)            |
| 728 Communication Squadron                                            | Communications              | Saint-Jean de Terre-Neuve              |
| Rangers canadiens                                                     |                             |                                        |
| 5 Canadian Ranger Patrol Group                                        | Rangers                     | BFC Gander (Terre-Neuve-et-Labrador)   |